# Polizeiruf 110: Arme Schweine
Arme Schweine ist ein deutscher Kriminalfilm von Bernd Böhlich aus dem Jahr 1994. Der Fernsehfilm erschien als 159. Folge der Filmreihe Polizeiruf 110.

## Handlung
Auf der Baustelle am Schloßplatz in Dresden wird die Leiche des Polen Kowalisch gefunden, der anscheinend von einem hohen Gerüst in den Tod gestürzt ist. Kriminaloberkommissar Thomas Grawe übernimmt die Ermittlungen. Vor allem Sensationsjournalist Rethmann ärgert sich über den Tod, wollte der Arbeiter ihm doch in Kürze eine brisante Information über die Baustelle oder die Baufirma SaBau liefern. Grawe hat schon bald den Eindruck, dass auf der Baustelle in großem Stil Schwarzarbeiter beschäftigt werden, scheint Kowalischs Lohnsteuerkarte doch unauffindbar zu sein. Die ausländischen Arbeiter wiederum erweisen sich als wortkarg. Grawe kann Nummernschilder sicherstellen, die Kowalisch in seinem Bett versteckt hatte. Sie sind nicht auf Wagen zugelassen.
Unter den Arbeitern und Mitgliedern der Baufirma gibt es Spannungen. Die Chefsekretärin Yvonne Hellwig, die mit Bauleiter Hannes verheiratet ist, hat eine Affäre mit dem polnischen Arbeiter Stan begonnen, was Hannes erfahren hat. Stan wiederum macht mit Dittrich, der für die Betreuung der ausländischen Arbeiter zuständig ist, gemeinsame kriminelle Sache. Sie knacken Autos und verkaufen sie mit gefälschten Nummernschildern weiter. Die anderen Arbeiter wissen davon und bedrohen Stan, der im Fall eines Gefasstwerdens schließlich alle Arbeiter gefährden würde. Es ist der tschechische Arbeiter Ragolski, der für Stan bittet. Ragolski hat ein schwerkrankes Kind daheim, das er nur in einem teuren Krankenhaus operieren lassen könnte. Dafür benötigt er 10.000 Mark, die ihm Stan besorgen muss, da Ragolski sonst seine Machenschaften an die Polizei verrät. Ein geplanter großer Diebstahl schlägt jedoch fehl, da die ausgesuchte Limousine dem Innenminister gehört und extra gesichert ist. Grawe lässt die Fingerabdrücke am Wagen analysieren und erfährt so, dass Stan der gesuchte Autodieb ist.
Hannes beobachtet Stan mit Yvonne. Er stellt ihm später eine Falle und lauert ihm auf, um ihn zu erschlagen. Am selben Tag wartet auch Ragolski auf Stan, um von ihm das Geld für seinen Sohn zu erhalten. Am nächsten Tag wird Stans Leiche in seinem Wagen gefunden. Zwar gibt Hannes zu, dass er ihn töten wollte, doch hat er die Tat nicht begangen, was Spuren am Tatort beweisen. Der zweite tote Arbeiter innerhalb kurzer Zeit wirbelt Staub auf; die Firmenleitung wird nervös und beginnt großflächig, Schuldige für die zahlreichen Schwarzarbeiter auf den Baustellen zu suchen. Firmeninhaber Dr. Former gibt vor, dass sein Zweigstellenleiter Steinberg alles wissen müsse, während der Dittrich die Schuld zuschiebt. Dieser weiß, dass am Ende alle von den Schwarzarbeitern wussten, und wendet sich an Journalist Rethmann. Er berichtet ihm von der Schwarzarbeit im großen Stil, wie es auch der tote Kowalisch vorhatte. Bevor sich Dittrich jedoch absetzen kann, wird er am Flughafen von Grawe verhaftet. Es stellt sich heraus, dass Dittrich Teil der polnischen Automafia ist, die in großem Stil mit gestohlenen Wagen handelt. Dittrich arbeitete mit Kowalisch zusammen, der jedoch plötzlich mehr Geld von ihm forderte und ansonsten die Schwarzarbeit an die Presse verraten hätte. Daher tötete Dittrich Kowalisch und ließ es wie einen Unfall aussehen.
Dittrichs Aussage gegenüber Rethmann ist für die Polizei ausreichend, um auf der Baustelle der SaBau eine Großrazzia wegen Schwarzarbeit durchzuführen. Auch der Tod Stans kann aufgeklärt werden. In seinem Wagen wird ein Stein mit der Aufschrift Karel gefunden, der Ragolski gehört. Die Ermittler fahren in Ragolskis Heimatstadt, wo er gerade mit seiner Frau seinen Sohn zu Grabe trägt. Als Ragolski die Ermittler sieht, begibt er sich wortlos zu ihnen.

## Produktion

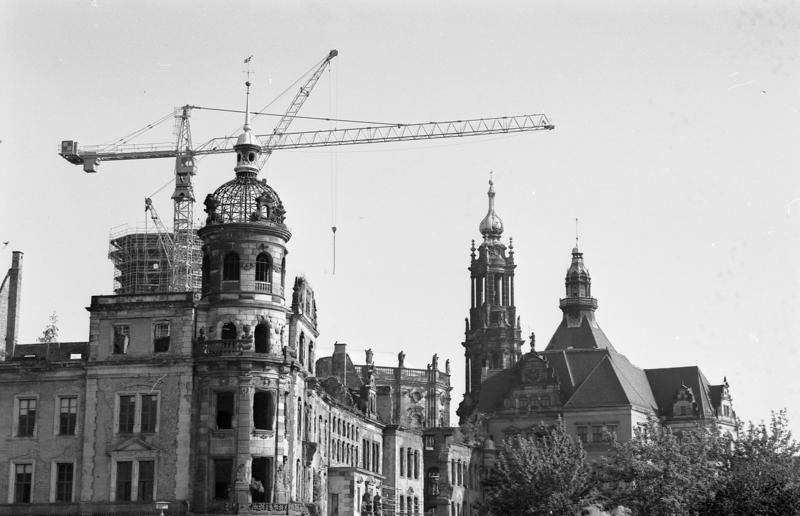
Baustelle Dresdner Schloss, ein Drehort des Films

Arme Schweine wurde im Sommer 1993 in Dresden gedreht. Als Drehorte dienten unter anderem die Baustelle des Dresdner Schlosses (Kowalischs Tod) sowie die Baustelle des Dorint-Hotels an der Grunaer Straße (Baustelle nach der ersten Verlegung der Arbeiter). Zu sehen sind zudem die Semperoper, das Hilton Dresden (Diebstahl des Innenminister-Wagens) und die Katholische Hofkirche (Treff von Yvonne und Stan). Die Kostüme des Films schuf Isolde Müller-Claud, die Filmbauten stammen von Rose-Marie Halfpap.
Der Film erlebte am 13. März 1994 im Ersten seine Fernsehpremiere. Die Zuschauerbeteiligung lag bei 18,8 Prozent. Es war die 159. Folge der Filmreihe Polizeiruf 110. Kriminaloberkommissar Thomas Grawe ermittelte in seinem 31. und damit vorletzten Fall. Zudem begann mit Arme Schweine eine „neue Krimi-Ära“ für den Polizeiruf, da es der erste Film der Reihe war, der nach offizieller Akzeptanz und Übernahme des Polizeirufs als Gemeinschaftsprojekt der ARD-Anstalten ORB, MDR, BR, SFB, SDR, WDR und ORF ausgestrahlt wurde. Es war zudem der erste Polizeiruf, der 1996 vom Sender arte ausgestrahlt wurde und so auch in Frankreich gesehen werden konnte.

## Kritik
Die Süddeutsche Zeitung befand, dass „in der politisch-sozialen Gewichtung der besondere Polizeiruf-Reiz“ liege, deren Ansätze auch in Arme Schweine vorhanden seien. Dennoch wünsche man sich „einmal wieder mehr Realismus, also ein intensives Sich-Einlassen aufs Milieu. Nur so sind auch Oberflächenfehler zu vermeiden. Schwarzarbeiter sind nun ausgerechnet mitten im Dresdener Barock nur schwer vorstellbar.“ „Ernüchternder Krimi aus der Arbeitswelt“ fasste TV Spielfilm zusammen.